# 鈹-8
鈹-8，是鈹的一種同位素。有4個中子和質子。鈹-8是一個放射性同位素，半衰期極短，極為不穩定。它的半衰期为8.19(37)×10−17 秒，会衰变成两个阿尔法粒子；这在恒星核合成中具有重要的意义，因为它在创建更重的化学元素时产生了瓶颈。8Be的性质也引发了对宇宙的微调的猜测，以及如果8Be稳定，宇宙将会怎么演化的理论研究。

## 发现
1932年建造第一个粒子加速器不久后，铍-8就被发现了。英国物理学家约翰·考克饶夫和欧内斯特·沃尔顿在剑桥卡文迪许实验室做了粒子加速器的首次实验，即用质子辐照锂-7。他们报告这个反应形成了A = 8的核素，它几乎瞬间衰减为两个α粒子。几个月后，他们再次观察到该活动，并推测其起源于8Be。

## 形成
在核融合過程中，若兩個氦-4碰撞，就會形成鈹-8，但會以相當快的速度衰變回兩個氦-4，不過假如在衰變前碰觸了另一個氦-4，就會形成穩定的碳-12，即為3氦過程。

## 學說
喬治‧蓋模在他的大霹靂（火球宇宙）理論中，發現由於此同位素的衰變速度過快，因此導致無法進一步進行核融合，大霹靂就會終止，只能合成出氫、氦、鋰元素，而無法進一步合成質量數更高的元素。然而弗雷‧霍伊爾認為更大質量數的元素是由3氦過程，進一步的核融合，才在恆星爆炸之際製造出來。

3氦過程

## 有稳定8Be的宇宙
由于铍-8的α衰变能量只有92 keV，所以理论上核力或某些常数（如精细结构常数）一点小小的变化都有可能显著提升8Be的结合能，阻止它衰变，使它稳定。这使得有如果8Be稳定，宇宙会发生什么的研究出现。它们认为创造更重元素的瓶颈8Be消失将会导致太初核合成和3氦过程明显变化，且会影响重元素的丰度。太初核合成的持续时间太短，因此就算8Be稳定，也不会合成出相当量的重元素。不过，稳定的8Be将会在3氦过程中产生副反应（如8Be + 4He和8Be + 8Be等铍燃烧反应），也可能影响12C、16O及更重的核素的丰度，但1H和4He仍会是最常见的两种核素。由于3氦过程变得更快，而且还出现了新的铍燃烧过程，恒星演化也将变得不同，产生不同的主序星。